# Requiem pour une cité de verre
Ne doit pas être confondu avec Requiem pour une planète.
Requiem pour une cité de verre (Through a Glass Darkly, dans les éditions originales en anglais) est un roman policier américain de Donna Leon publié en 2006. C'est le 15e roman de la série mettant en scène le personnage de Guido Brunetti.

## Résumé
L'action se déroule à Venise est plus particulièrement sur l'île de Murano. Un veilleur de nuit est retrouvé mort près d'un four de cuisson de verre. Cet homme était connu pour être vindicatif à l'égard du directeur qu'il considérait comme responsable des malformations de sa fille. Tout indique une mort accidentelle mais Brunetti n'est pas convaincu par cette théorie et se lance dans une enquête pour meurtre.

## Éditions
Éditions originales en anglais
- (en) Donna Leon, Through a Glass Darkly, Londres, William Heinemann, 6 avril 2006, 272 p. (ISBN 978-0-434-01452-1) — Édition britannique
- (en) Donna Leon, Through a Glass Darkly, New York, Atlantic Monthly Press, 1er avril 2006, 272 p. (ISBN 978-0-87113-937-5, LCCN 2010514078) — Édition américaine

Éditions françaises
- Donna Leon (auteur) et William Olivier Desmond (traducteur) (trad. de l'anglais), Requiem pour une cité de verre [« Through a Glass Darkly »], Paris, Calmann-Lévy, 4 mars 2009, 283 p. (ISBN 978-2-7021-3995-0, BNF 41446156)
- Donna Leon (auteur) et William Olivier Desmond (traducteur) (trad. de l'anglais), Requiem pour une cité de verre [« Through a Glass Darkly »], Paris, Points, coll. « Points policier » (no P2291), 7 janvier 2010, 338 p. (ISBN 978-2-7578-1113-9, BNF 42126733)

## Adaptation télévisée
Le roman a fait l'objet d'une adaptation pour la télévision, en 2009, sous le même titre français (titre allemand original : Wie durch ein dunkles Glas), dans le cadre de la série Commissaire Brunetti dans une réalisation de Sigi Rothemund, produite par le réseau ARD et initialement diffusée le 22 octobre 2009.